# ガシャァン
ガシャァンは、SMA NEET Project所属のお笑いトリオ。2008年12月結成。

## メンバー
- たいがー・りー（1974年10月27日 - ）
  - 本名・平井 博（ひらい ひろし）
  - 神奈川県横浜市出身、身長164cm、血液型はB型。早稲田眼鏡専門学校卒業。
  - 2000年から2006年9月まで『イヌがニャーと泣いた日』のメンバー（トリオ → 平井のピン芸人名義 → コンビ → 4人組と変遷）。2006年10月からピン芸人『たいがー・りー』となる。

- 肩パット（1981年12月20日 - ）
  - 旧芸名・カタパット
  - 本名・天野 康範（あまの やすのり）
  - 東京都渋谷区出身。身長179cm、血液型はO型。東亜学園高等学校卒業。
  - 趣味は野球。
  - 以前は、コンビ『チュウシングラ』のメンバーとして活動していた。

- コールユーブンゲン（1982年12月14日 - ）
  - 旧芸名・喜多村 羊（きたむら ひつじ）
  - 本名・北村 洋平（きたむら ようへい）
  - 静岡県出身。身長168cm、血液型はO型。静岡県立島田高等学校卒業。
  - 趣味、特技はフットサル。
  - ピン芸人「コールユーブンゲン」として活動した後、元『蝉しぐれクラシック』の上田雪博（現：エル・カブキ）とのコンビ『ピルピル』として活動（ピルピルはSMA HEET Projectの所属）していた。
  - かいわれ（2013年5月解散）の北村洋平と本名が同じだが別人である。

## 略歴・芸風
2008年12月、同じSMA NEET Project（SMA HEET Project）の所属で、事務所ライブでも共演が多かった3人により結成。最初、トリオ名表記は『ガシャーン』だったが、その後『ガシャァン』となる。
たいがーの芸風の一つ『164 Cloudy rain（ひろしクラウディレイン）』を交えた構成のコントや、困った人の元へ駆け付けるという設定の『ライフセーバー』や、『ランドセル』などがテーマの、大きな動きや振りを基調としたコントを演じている。なお、これらのコントではコールユーブンゲンが主に受け身役となっている。

## 出演
- エンタの神様（日本テレビ） - キャッチコピーは「それ行け!ライフセーバー」。なお、この番組には2007年中にはたいがーが単独で出演。
  - 2009年8月1日初出演（この時のトリオ名表記は『ガシャーン』、同年11月7日（2回目）出演時からは『ガシャァン』）
- あらびき団（TBSテレビ） - 2009年9月9日初出演（この時のトリオ名表記は『ガシャーン』）
- たりらーりー（ミュージックバード）
- お笑い図鑑 ハマヌキ　（tvk）
- 爆笑トライアウト（NHK総合）
  - 会場審査は3位（485TP）、視聴者投票は4位（711票）。
- ジャガイモン（テレ朝チャンネル）
- 爆笑レッドシアター（フジテレビ、2010年7月21日） - 「ホワイトシアター」出演
- 森田一義アワー 笑っていいとも!（フジテレビ、2013年9月23日）「ウルトラソウル選手権」コーナー